# Bouquetins (masyw)
Bouquetins – masyw górski w Alpach Pennińskich. Leży na granicy między Włochami (region Dolina Aosty), a Szwajcarią (kanton Valais). Na północ od masywu znajdują się doliny Val d’Arolla i Val de Ferpècle oraz boczna odnoga doliny Mattertal, a na południe dolina Valpelline.

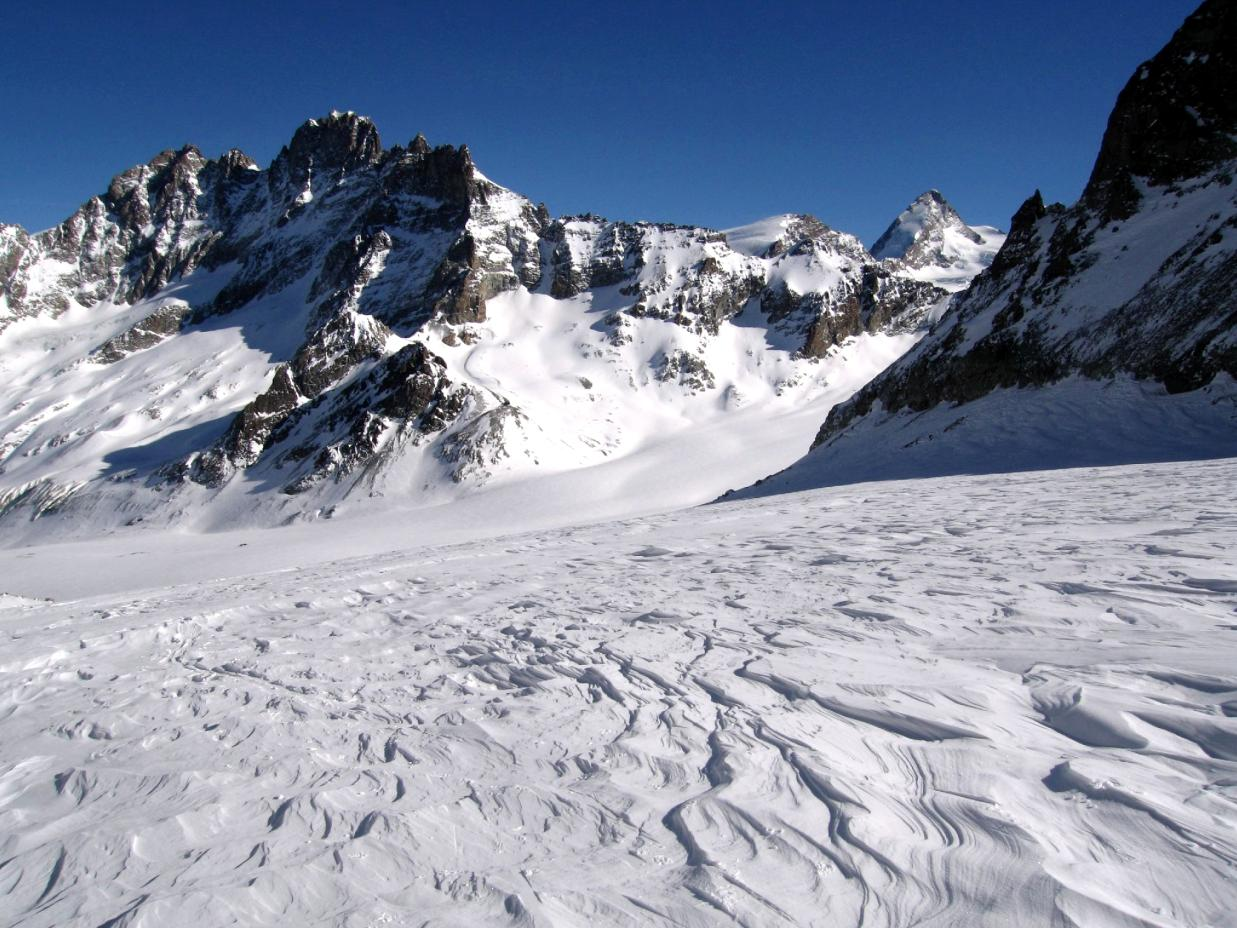
Grań Dents des Bouquetins. Widok z przełęczy Col Collon

W grzbiecie głównym Alp Pennińskich masyw ciągnie się od przełęczy Col Collon (3074 m) za którą znajduje się masyw Mont Collon do przełęczy Tiefmattenjoch (3565 m), gdzie graniczy z masywem Matterhornu. Patrząc od zachodu wznoszą się tu szczyty: La Vierge (3232 m), Punta Kurz (3496 m), Mont Brulè (3591 m), Pointe de la Grande Arète (3355 m), Pointe Barnes (3612 m), Petit Bouquetin (3670 m), dalej grań skalnych turni Dents des Bouquetins (najwyższe z nich to Bouquetin Central – 3838 m i Bouquetin Nord – 3729 m), Faux Sommet (3824 m), Tète Blanche (3724 m) i Tète de Valpelline (3802 m).
Na południe od Punta Kurz i Mont Brulè (w bocznej grani) znajdują się szczyty Becca de la Vanette i Grande Vanne (po 3361 m). Od szczytu Faux Sommet odchodzi na północ grzbiet oddzielający dolinę Val d’Arolla od doliny Val de Ferpècle. Są tu m.in. szczyty Sommet Nord (3779 m), Dent Sud de Bertol (3524 m), Dent Nord de Bertol (3547 m), Pointe de Chamois (3387 m), Pointe de Bertol (3499 m), Aiquille de la Tsa (3668 m), Dent de Perroc (3676 m) i Grande Dent de Veisivi (3418 m).
Z Tète Blanche odchodzi na północny wschód duży boczny grzbiet z kilkoma masywami. Zaraz za szczytem jest przełęcz Col d'Hèrens (3480 m) za którą znajduje się masyw Dent Blanche – Cornier.
Na północ od grzbietu głównego masyw otaczają lodowce: Haut Glacier de d’Arolla, Glacier de Bertol, Glacier du Mont Mine, Glacier de Ferpècle, Glacier de Stockjigletscher, a od południa Ghiacciaio di Tsa de Tsan.